# برونتسیته
برونتسیته (به بلغاری: Brunetsite) یک منطقهٔ مسکونی در بلغارستان است که در شهرستان گابروو واقع شده‌است.